# Шахрух (ширваншах)
Шахрух (1520—1539) — 43-й и последний ширваншах (правитель Ширвана) в 1535—1538 годах, из династии Дербенди.

## Правление
Был провозглашен ширваншахом местной знатью в совсем юном возрасте после смерти предыдущего правителя в 1535 году.
На время его правления пришлось восстание «лже-Султан Махмуда», утверждавшего, что он сын Ибрагима II. Первоначально восстание было успешным, мятежники даже смогли захватить Шемаху, но позже в их среде возник разброд и новый ширваншах смог подавить бунт за несколько дней.
Шахрух находился под влиянием правивших за него регентов, что вызвало в Ширване смуты. Часть знати, которую возглавлял Горчубаши Падар, потребовала вмешательства от иранского шахиншаха Тахмаспа I. Тем временем ширваншах написал письмо османскому султану Сулейману Великолепному, прося защиты в обмен на принесение присяги в верности.

## Свержение
В 1538 году огромная армия, которой командовал Алькас Мирза, вторглась в Ширван и осадила замок ширваншаха. Шахрух сопротивлялся войскам Сефевидов в течение девяти месяцев, в чём его поддерживал шекинский правитель Дервиш Мухаммед хан. Тогда иранцы подкупили местную знать и перетянули её на свою сторону, после чего ширваншах был вынужден просить о мире.
Шахрух был пленен и увезен в Тебриз, где в 1539 году последнего ширваншаха казнили. После этого Тахмасп объявил династию Ширваншахов низложенной, а Ширван — рядовой провинцией (вилаятом) государства Сефевидов.